# Giacomo Piccini
Giacomo Piccini, auch Pecini, Pizzini und latinisiert Picinus, Vorname auch Gianjacopo (* um 1617 in Venedig; † nach 1669 ebenda) war ein italienischer Grafiker, Kupferstecher und Radierer.

## Leben und Wirken
Piccini war Teil einer italienischen Künstlerfamilie. Auch sein Bruder Guglielmo, mit dem er infolge der gleichen Initialen öfters verwechselt wird, war Kupferstecher. Seine von ihm unterrichtete Tochter Isabella Piccini (1644–1734) setzte die Tradition fort, selbst nachdem sie 1666 als Nonne in ein Kloster in Santa Croce gegangen war. Neben Isabella hatte er drei Söhne, Francesco (Spitier in Padua), Girolamo (Maler in Padua) und Galiazzo Piccini. Piccini starb nach Angaben von Rodolfo Gallo bereits im Jahr 1660. In einem Dokument vom 20. November 1663 ist erkennbar, dass er zu diesem Zeitpunkt bereits verstorben war und seine etwa 19-jährige Tochter Isabella unter diesem Verlust litt und den Dogen von Venedig um Hilfe ersuchte:

“Tra l’angustie nelle quali la morte del Genitore, lasciò me Isabella figlia del q.m Giacomo Piccini, […]”

„Durch die Not, in die der Tod der Eltern mich, Isabella, Tochter des q.m Giacomo Piccini zurückließ, […]“

Das Todesjahr ist ungewiss, so heißt es in Bryan’s dictionary of painters and engravers, dass Zani geschrieben habe, dass er 1669 noch tätig war, als Werke seien jedoch nur Arbeiten bis zum Jahr 1655 bekannt. In dieser Quelle heißt es weiter Isabella sei die Tochter Guglielmo Piccinis und somit seine Nichte gewesen.

“Piccini, Guglielmo, was the brother of Giacomo Piccini, […]. He had a daughter, Isabella Piccini, who was a nun, […]”

„Piccini, Guglielmo, war der Bruder von Giacomo Piccini, […]. Er hatte eine Tochter, Isabella Piccini, die Nonne war, […]“

Piccini fertigte Porträt-Kupferstiche nach eigenen Zeichnungen, übertrug aber hauptsächlich Vorlagen italienischer Maler in Kupferstiche und Radierungen. Zeichnungen von ihm finden sich im Museo Correr in Venedig. Zu seinen Werken gehört ein Porträt des Santorio Santorio. Einige Kupferstiche sind in dem Werk Le glorie de gli incogniti aus dem Jahr 1647 abgedruckt.
Für die anatomischen Werke von Cecilio Folli fertigte er die ungewöhnlich präzisen Abbildungen, etwa der inneren Organe des Ohres für Follis Nova auris internae delineatio von 1645.